# Пешт-Пилиш-Шольт-Кишкун
Пешт-Пилиш-Шольт-Кишкун (венг. Pest-Pilis-Solt-Kiskun) — крупнейший комитат Венгерского королевства, расположенный в центре страны, между Дунаем и Тисой. В настоящее время на территории бывшего комитата находятся медье Пешт и северная часть медье Бач-Кишкун Венгерской республики. Административным центром комитата являлся город Будапешт, столица Венгрии.
В исторической литературе используется также сокращённое наименование комитата — комитат Пешт, восходящее к его первоначальному названию, существовавшему до XV века.

## География
Комитат Пешт-Пилиш-Шольт-Кишкун был расположен на Среднедунайской равнине между Дунаем, от его излучины до города Байя, и Тисой. Большая часть территории комитата представляет собой плоскую равнину Альфёльда, заболоченную у русла Дуная и засушливую во внутренних южных областях. Северная часть комитата — гористая. К востоку от излучины Дуная расположен невысоких горный массив Насай, а в северо-западной части комитата, единственной области, находящейся на правом берегу Дуная, — горы Пилиш, простирающиеся на юг от Вишеграда до Буды. Главные реки комитата — Дунай, образующий западную границу области, и Тиса, ограничивающая комитат с востока. Дунай в своём течении на территории Пешт-Пилиш-Шольт-Кишкуна создаёт несколько островов, крупнейшие из которых — остров Святого Андрея севернее и остров Чепел южнее Будапешта. В центральных областях рек практически нет.
Крупнейший город комитата — Будапешт, столица Венгрии и мегаполис с 700 000 населением на конец XIX века (8 место в Европе), образованный в 1873 году слиянием трёх городов — Буды, Пешта и Обуды. Из других населённых пунктов выделялись:
- Вишеград на крайнем севере комитата, на правом берегу Дуная, резиденция венгерских королей;
- Вац, на левом берегу Дуная, у подножья Насайских гор, важная крепость на пути в Верхнюю Венгрию;
- Калоча, в юго-западной части комитата, центр второго венгерского архиепископства, и
- Кечкемет, во внутренних степных областях региона.

Название комитата отражало исторический процесс его формирования: первоначально комитат Пешт занимал лишь северо-западную часть описываемого региона, а в XV веку к нему был присоединён комитат Пилиш, расположенный на правом берегу Дуная в одноимённых горах. В конце XVIII век в состав комитата Пешт-Пилиш вошёл район вдоль левого берега Дуная, который назывался Шольт и ранее являлся частью комитата Фейер. Наконец в 1876 году бывшая особая административная единица Кишкуншаг, расположенная во внутренних степях дунайско-тисского междуречья, потеряла свой автономный статус и была объединена с комитатом Пешт-Пилиш-Шольт.

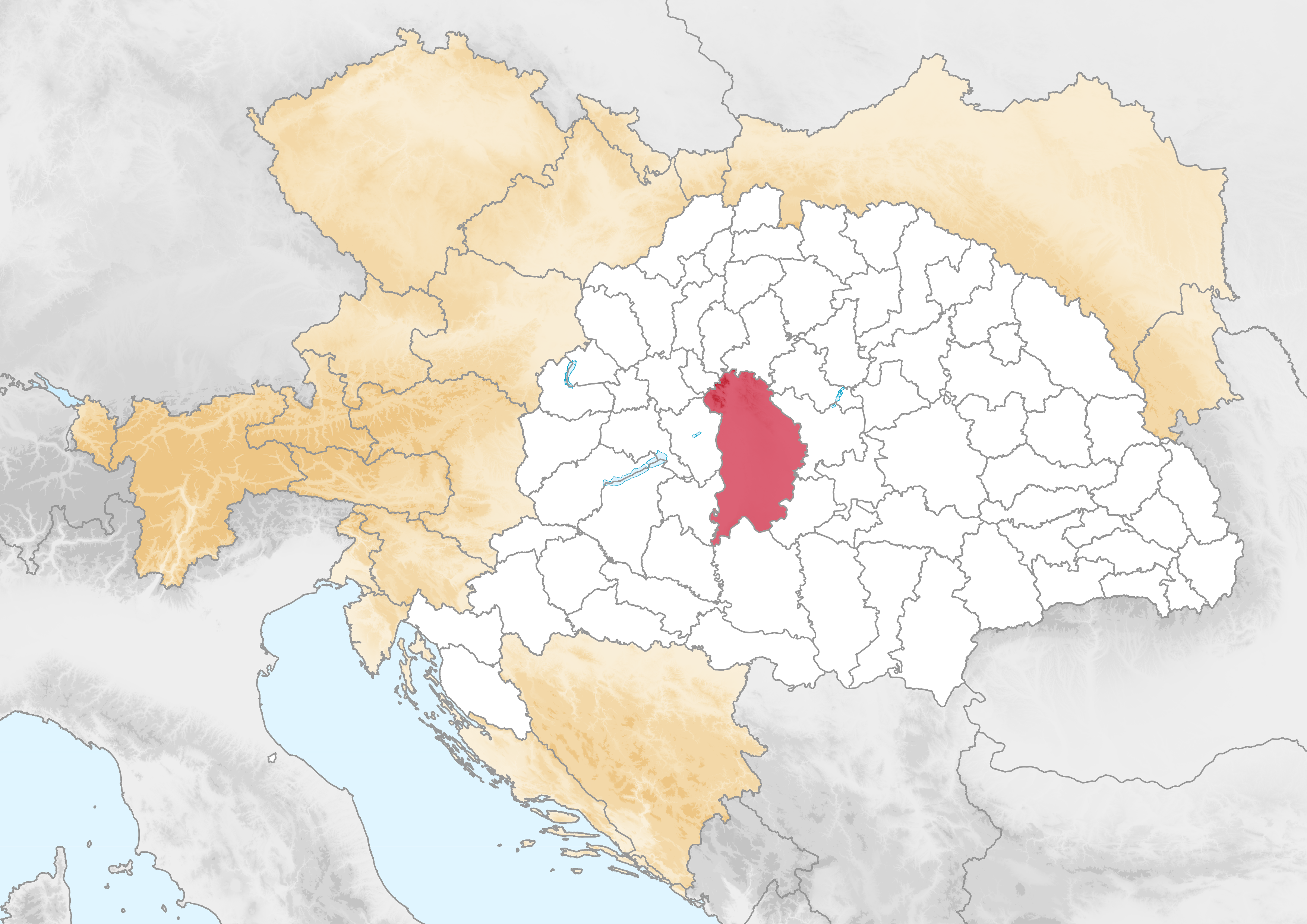
Пешт-Пилиш-Шольт-Кишкун на карте Австро-Венгрии

Общая площадь комитата составляла 12 288 км² (по состоянию на 1910 год), что делало Пешт-Пилиш-Шольт-Кишкун крупнейшим комитатом королевства. Пешт граничил с комитатами Комаром, Эстергом, Хонт , Хевеш, Яс-Надькун-Сольнок, Чонград, Бач-Бодрог, Тольна и Фейер.
Засушливые регионы внутренних частей комитата и болотистые почвы долины Дуная были не достаточно благоприятны для развития товарного зернового хозяйства. Хотя здесь, как и в других регионах Альфёльда, выращивалась пшеница, рожь и овёс, наибольшее значение в сельском хозяйстве Пешт-Пилиш-Шольт-Кишкуна к XIX веку приобрели такие культуры, как лук, паприка, отчасти кукуруза. В окрестностях Будапешта также было высоко развито виноградарство. В степях Кишкуншага ведущую роль играло животноводство, прежде всего разведение крупного рогатого скота и овец. Некоторое значение имело также рыболовство в Дунае и Тисе. Однако главную роль в экономике комитата играла промышленность: Будапешт к середине XIX века превратился в крупнейший промышленный центр Венгрии, обогнавший по объёму промышленного производства старинные металлургические центы Верхней Венгрии и Баната. Здесь располагались многочисленные предприятия пищевой (особенно мукомольной) и текстильной промышленности, машиностроительные и металлургические заводы. Особое значение имело производство в столице сельскохозяйственных машин и оборудования, а также, со второй половины XIX века — транспортное машиностроение (прежде всего железнодорожное).

## История

Герб комитата Пешт-Пилиш-Шольт-Кишкун

Пешт был одним из первых комитатов Венгерского королевства, созданных королём Иштваном I Святым на рубеже X и XI веков. Он включил в себя земли на левом берегу Дуная, южнее его излучины, а его административным центром стал небольшой город Пешт. После вторжения монголо-татар в 1241 г. столицей Венгрии стал Вишеград, а спустя ещё несколько столетий — Буда, находящаяся прямо напротив города Пешт. В конце XV века к Пештскому комитату был присоединён комитат Пилиш, находящийся на правом берегу Дуная, на территории которого располагались и Вишеград, и Буда. Это ускорило политическое, культурное и экономическое развитие комитата, который стал играть роль ядра Венгерского королевства. В 1541 г. территория комитата Пешт была захвачена турками и вскоре вошла в Будский вилайет Османской империи. Века турецкой власти сильно подорвали экономику комитата, более трети населённых пунктов области прекратили своё существование, численность населения катастрофически упала. Лишь в 1686 г. территория комитата была окончательно освобождена от власти Османской империи. Вскоре после этого в состав Пешт-Пилиша вошла территория Шольта, лежащая на левом берегу Дуная к югу от Рацкеве, ранее относившаяся к комитату Фейер. Бурный рост населения и общественно-политического значения комитата относится к первой половине XIX века и связан, прежде всего, с превращением Пешта в крупнейший город и экономическую столицу страны. Возврат столичных функций Буде после нескольких веков нахождения высших административных органов в Пожони также усилил особое положение комитата в составе королевства. Объединение Пешта, Буды и Обуды в 1873 г. дало новый толчок для развития метрополии. В 1876 г. к комитату Пешт-Пилиш-Шольт была присоединёна территория Кишкуншага, ранее являвшегося особой административной единицей, населённой потомками половцев, переселившихся сюда в XIII веке. В результате к началу XX века Пешт-Пилиш-Шольт-Кишкун стал крупнейшим по площади и населению комитатом Венгерского королевства.
Трианонский договор 1920 г. оставил территорию комитата в составе Венгерской республики. Было организовано медье Пешт-Пилиш-Шольт-Кишкун, которое после Второй мировой войны разделили на две части: северная образовала отдельное медье Пешт, а южная (Кишкуншаг с городами Калоча и Кечкемет) была слита с оставшейся в составе Венгрии частью территории комитата Бач-Бодрог, превратившись в современное медье Бач-Кишкун. Кроме того город Будапешт, с присоединёнными к нему несколькими населёнными пунктами, был выделен в особую административную единицу, приравненную к медье.

## Население
Согласно переписи 1910 г. на территории комитата Пешт-Пилиш-Шольт-Кишкун проживало 1 978 041 жителей, из них 880 371 человек — в Будапеште. Этнический состав населения комитата распределялся следующим образом:
- венгры: 1 728 473 чел. (87,4 %);
- немцы: 162 824 чел. (8,2 %).
- словаки: 47 149 чел. (2,4 %)

Немецкое население в основном было сосредоточено в столице, а также в округах Пилиша, граничащих с Будапештом (Биа и Помаз). Славянское население (словаки, чехи, поляки) проживали, главным образом, также в Будапеште и соседних промышленных округах (Гёдёллё, Помаз, Кишпешт).
В религиозном отношении население комитата относилось, по преимуществу, к Римско-католической церкви (65,4 %), однако большое влияние имела также Венгерская реформатская церковь (15 % жителей), а также лютеранская церковь (около 6 %). В Пешт-Пилиш-Шольт-Кишкуне была крупнейшая в Венгерском королевстве еврейская община, насчитывающая более 245 000 человек, что составляло 12 % от населения комитата, из которых более 83 % проживало в столице.

## Административное деление

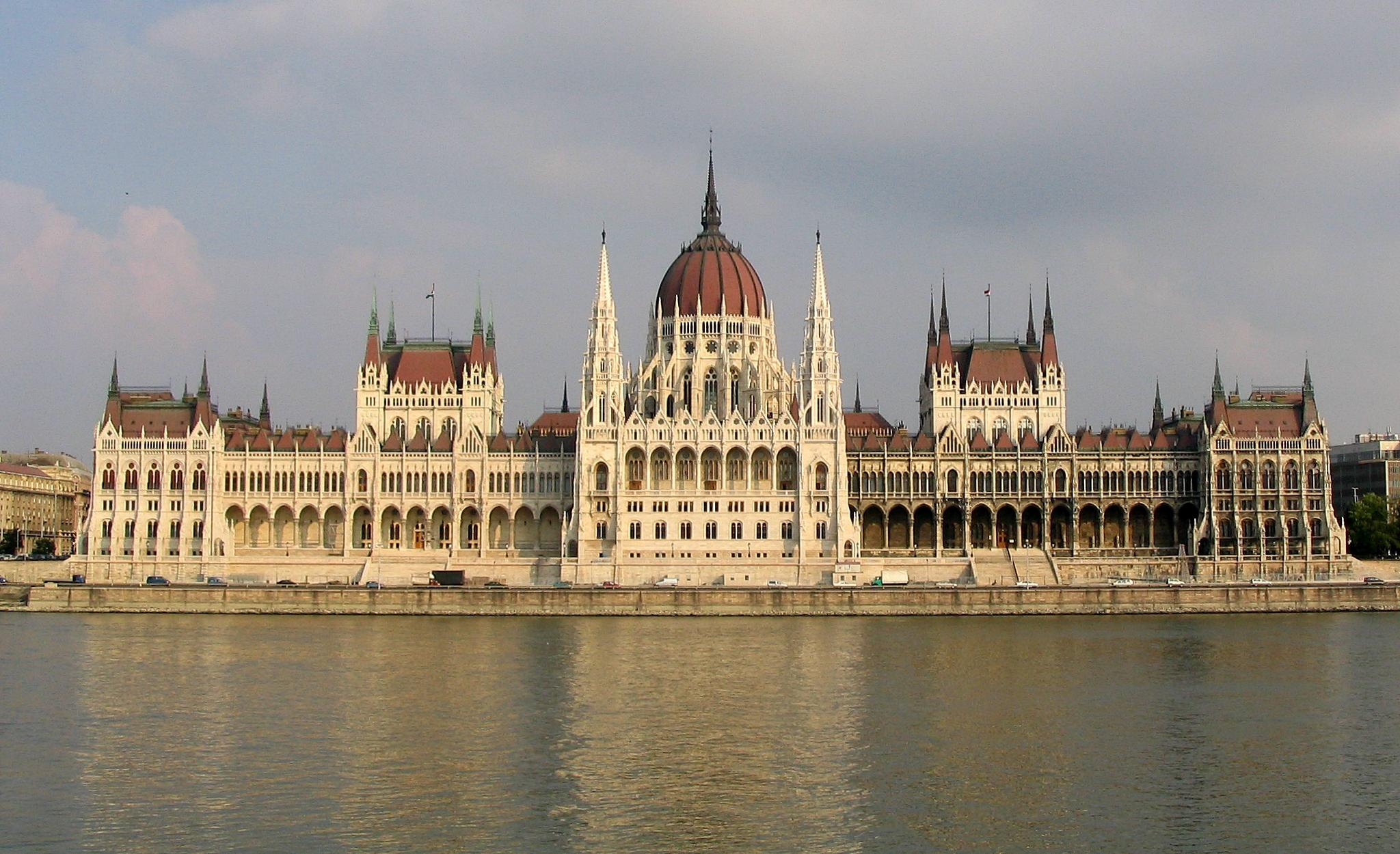
Здание Венгерского парламента в Будапеште

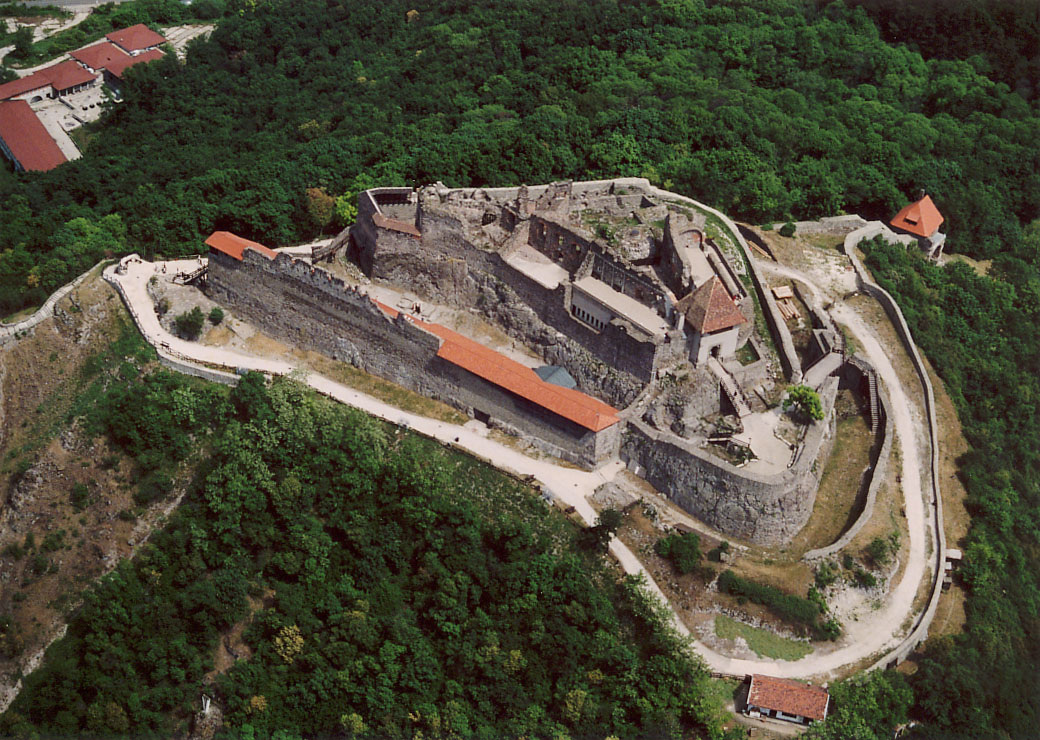
Вишеградская крепость.

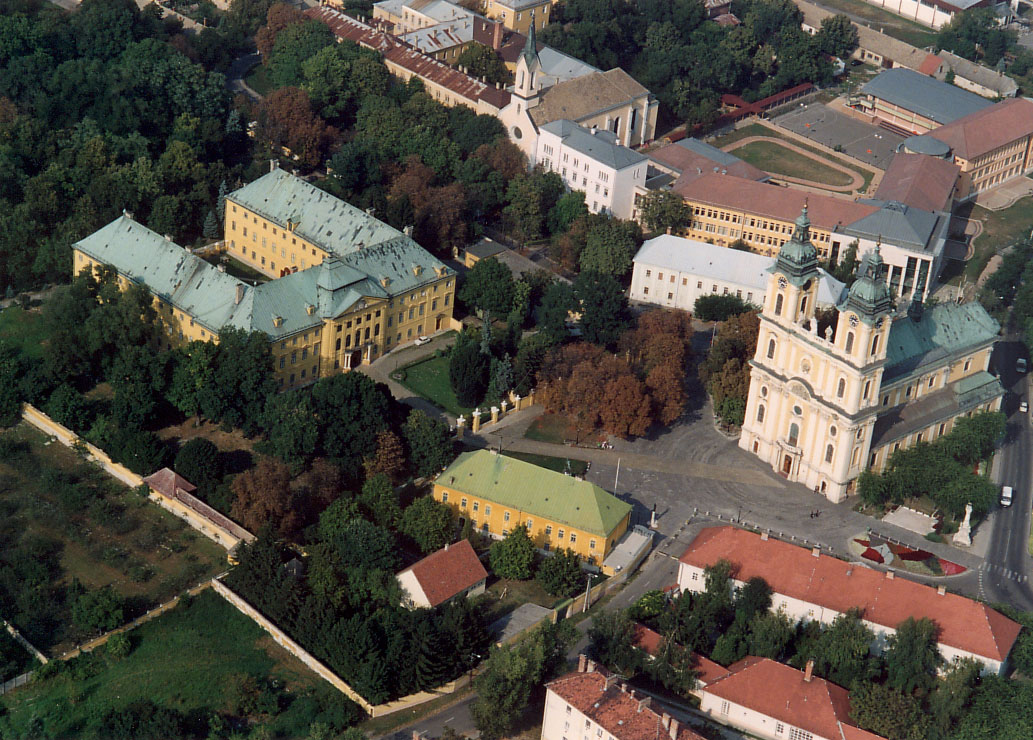
Архиепископский собор в Калоче

В начале XX века в состав комитата входили следующие округа:
| Округа           | Округа           |
| Округ            | Адм. центр       |
| ---------------- | ---------------- |
| Абонь            | Абонь            |
| Алшодабаш        | Алшодабаш        |
| Асод             | Асод             |
| Биа              | Биа              |
| Вац              | Вац              |
| Гёдёллё          | Гёдёллё          |
| Дунавече         | Дунавече         |
| Калоча           | Калоча           |
| Кишкёрёш         | Кишкёрёш         |
| Кишкунфеледьхаза | Кишкунфеледьхаза |
| Кишпешт          | Кишпешт          |
| Кунсентмиклош    | Кунсентмиклош    |
| Монор            | Монор            |
| Надьката         | Надьката         |
| Помаз            | Помаз            |
| Рацкеве          | Рацкеве          |
| Свободные города |                  |
| Будапешт         |                  |
| Кечкемет         |                  |
| Муниципалитеты   |                  |
| Вац              |                  |
| Кишкунфеледьхаза |                  |
| Кишкунхалаш      |                  |
| Надькёрёш        |                  |
| Сентендре        |                  |
| Цеглед           |                  |